# Jan Abrahamsz. Beerstraaten
Jan Abrahamsz. Beerstraaten (Amsterdam, gedoopt 1 maart 1622 – aldaar, begraven 1 juli 1666) was een Noord-Nederlands schilder en tekenaar. Hij was de vader van Abraham en Anthonie Beerstraaten, die allen naam maakten als schilder. Over de productie van Antonie bestaat twijfel en veel onduidelijkheid.

## Biografie
Beerstraaten was een Hollandse schilder van zeestukken en stadsgezichten. Zijn vader Abraham Danielsz. was een tafellakenwever, afkomstig uit Emden. Op 30 augustus 1642 ging hij in ondertrouw met Magdalena (Teunis) van Bronckhorst, de dochter van een ebbenhoutwerker uit de Bloemstraat. In 1646 werd hij poorter. 

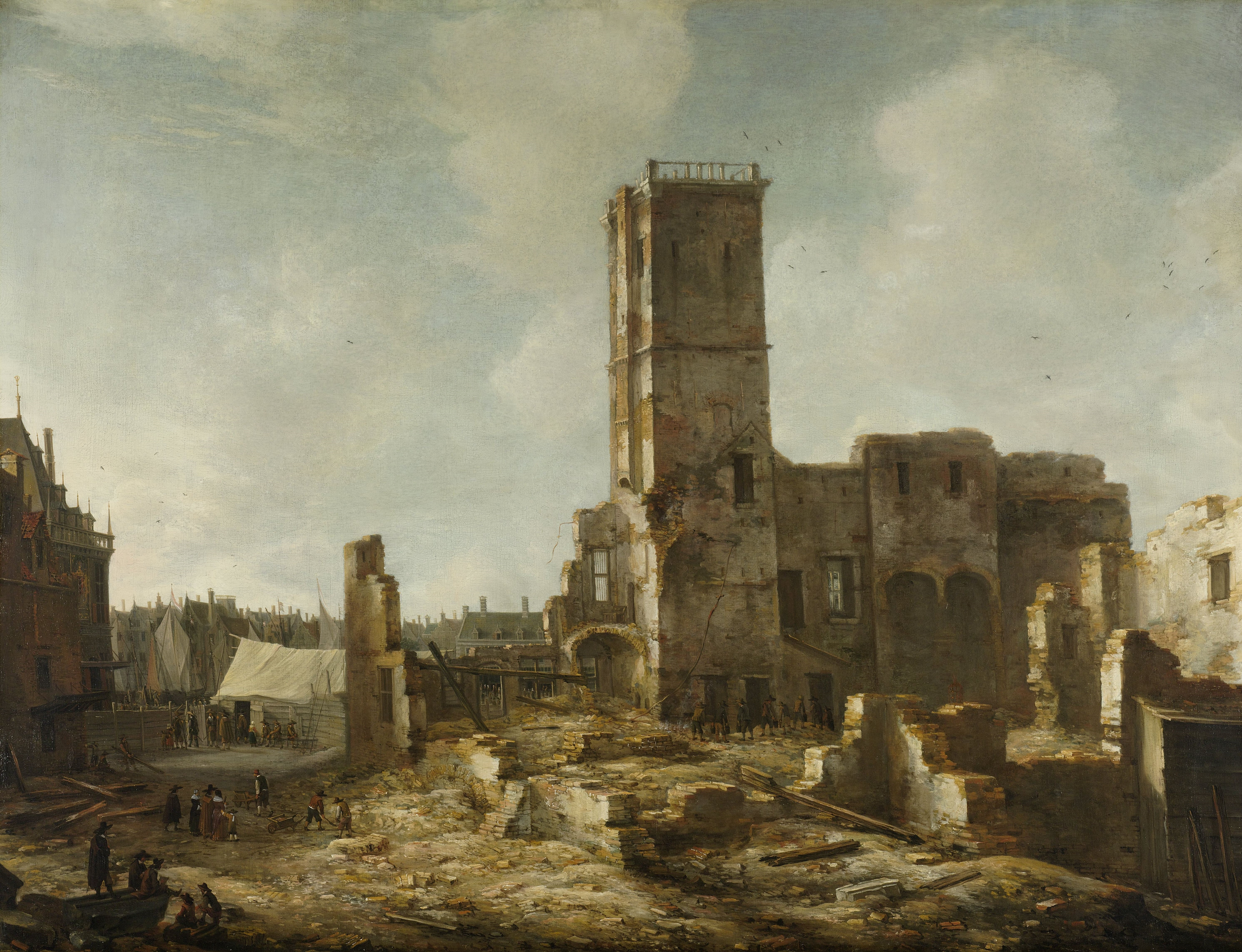
De puinhopen van het Oude Stadhuis te Amsterdam na de brand van 7 juli 1652 - Amsterdam, Rijksmuseum

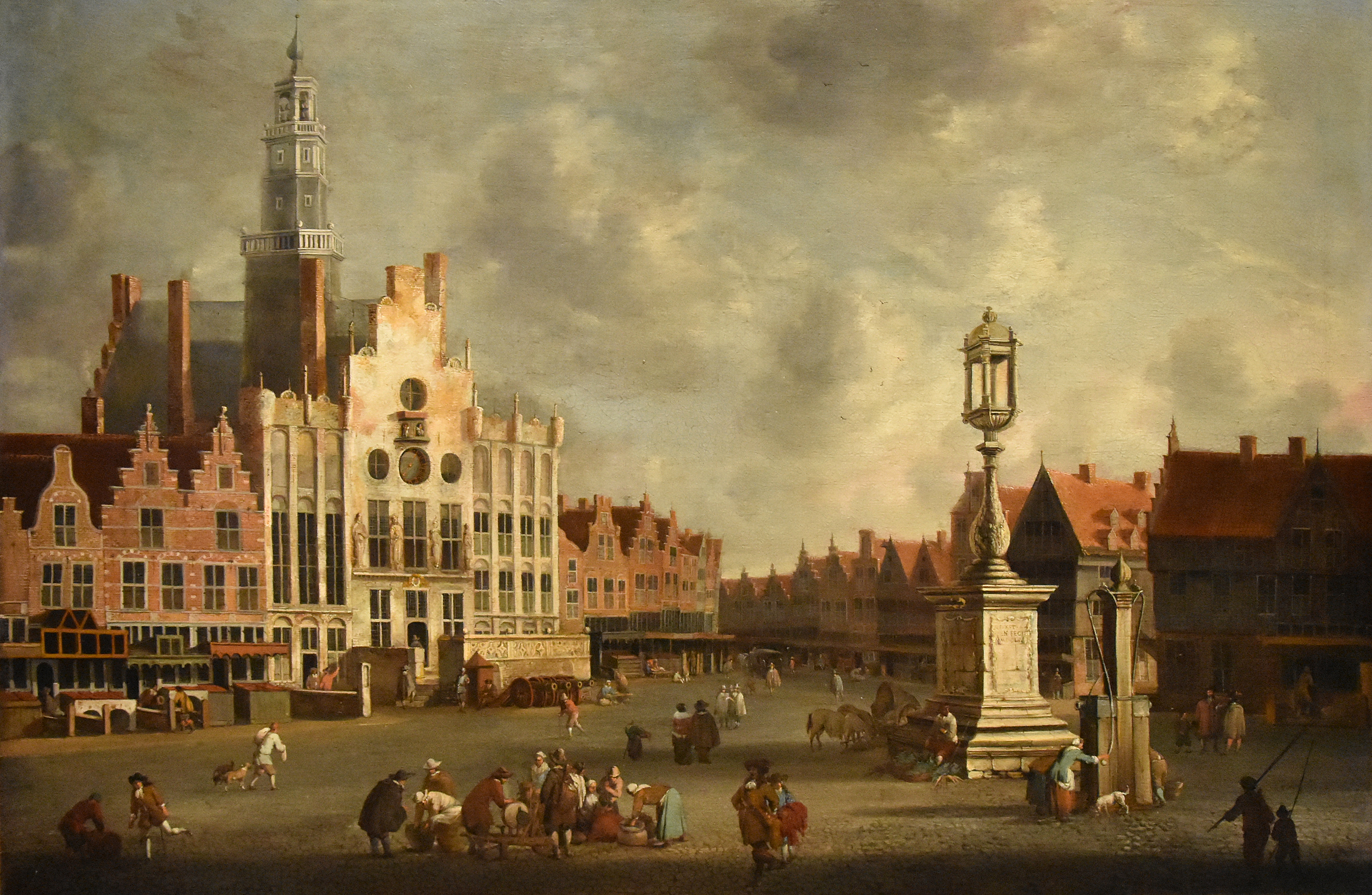
De markt te Den Bosch (1665) - Noordbrabants Museum

Aanvankelijk woonde hij in de Elandstraat, maar kort na zijn huwelijk verhuisde hij naar de omgeving van de Haarlemmerpoort, waar hij een uithangbord met de naam De Schipbreuk liet ophangen. In 1651 kocht hij voor 3000 gulden een huis aan de Rozengracht, tegenover het Nieuwe Doolhof, waar hij opnieuw hetzelfde uithangbord bevestigde. Beerstraaten en zijn zoon zijn op 7 juli 1652 naar de brand van het oude stadhuis gaan kijken en tekenden de ruïne. 
In 1662 reisde hij samen met zijn zoon Abraham door Friesland en maakte tekeningen van Workum, IJlst, Sneek, Leeuwarden, Dronrijp, Franeker en Midlum. 
Op 25 mei 1664 stierf zijn vrouw, na de geboorte van een dochter.
Op 11 april 1665 ging hij opnieuw in ondertrouw met 38-jarige Albertje Egberts van Crale, afkomstig uit Zwolle. Op 10 mei trouwden zij in het kerkje van Sloterdijk. Beerstraten stierf een jaar later en is begraven op 1 juli 1666 Sint Anthonis kerkhof. De erfenis was niet voldoende om alle schulden te betalen. Zijn vrouw stierf op 19 juli. Van de twaalf kinderen bereikter er  twee de volwassen leeftijd.

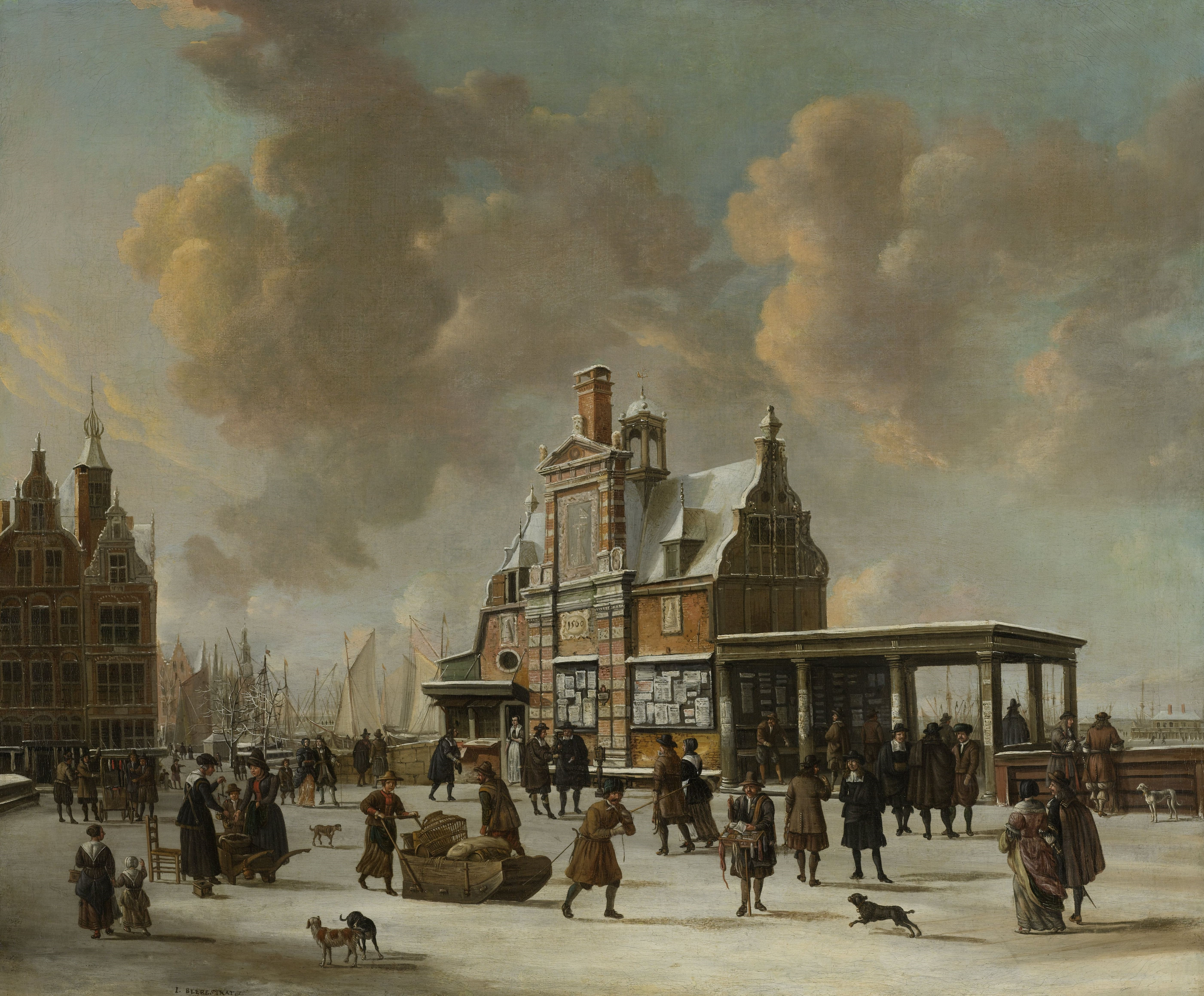
Het Paalhuis en de Nieuwe Brug te Amsterdam in de winter. 1640-1666. Amsterdam, Amsterdam Museum.

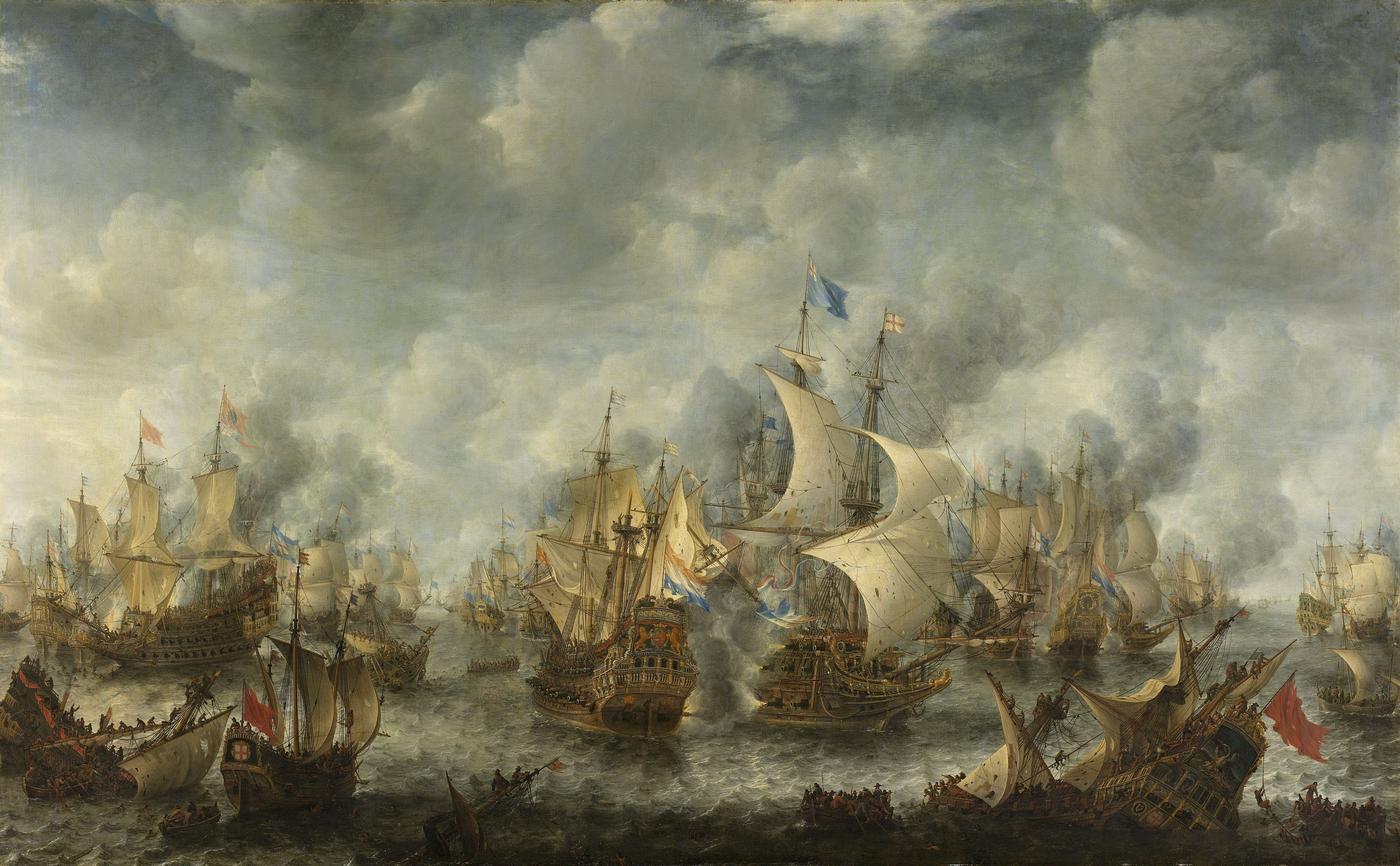
Slag bij Ter Heijde. 1653-1666. Amsterdam, Rijksmuseum.

## Werk
Beerstraaten schilderde zeeslagen, havens en Amsterdamse stadsgezichten. Hij bezocht ook veel andere steden en dorpen, waaronder Sloten, Kudelstaart, Ouderkerk aan de Amstel, Leimuiden, Nieuwkoop, Aarlanderveen, Maarssen, Zuilen, Gorinchem, Hoorn, en Beverwijk. Zijn werk is van historisch belang omdat hij vaak stadspoorten, kerken, kastelen en andere gebouwen schilderde die nu niet meer bestaan, zoals het Huis Buren en het Muiderslot. Volgens sommige auteurs zou hij een reis naar Scandinavië en Zwitserland hebben gemaakt vanwege een aantal berggezichten, maar daarvoor bestaan geen aanwijzingen. Beerstraaten had een voorliefde voor monumentale gebouwen, die vaak in een winterlandschap werden geplaatst met op de voorgrond een bevroren gracht, gestoffeerd met schaatsers en wandelaars. Johannes Lingelbach, die ook op de Rozengracht woonde schilderde dikwijls de figuren op zijn schilderijen.
Uit de boedelbeschrijving opgemaakt na zijn dood (15 april 1667) blijkt dat Beerstraaten in het bezit was van twee schilderijen van Philips Wouwerman, een van Pieter de Hoogh, een landschap van Jacob Esselens en een van Jan Porcellis. Abraham Storck erfde zijn niet-afgemaakte schilderijen.
- Bibliothèque nationale de France: cb149597112 (data)
- Biografisch Portaal: 34982849
- Digitale Bibliotheek voor de Nederlandse Letteren: beer038
- Gemeinsame Normdatei: 125011296
- International Standard Name Identifier: 0000 0000 6660 836X
- KulturNav: 5aeabce4-c616-4c9d-907f-fc2db0666f71
- Library of Congress Control Number: nr2003020042
- Nationale Bibliotheek van Letland: 000257187
- Nationale Bibliotheek van Israël: 987007511554105171
- Nederlandse Thesaurus van Auteursnamen: 089186915
- RKD-Nederlands Instituut voor Kunstgeschiedenis: 5894
- SNAC: w6jq7wnz
- Union List of Artist Names: 500024694
- Virtual International Authority File: 19951046
- WorldCat: E39PBJpV9Y3JgwGFM4Y9t7WqwC